# Szfaleritcsoport
A szfaleritcsoport a II. Szulfidok és rokon vegyületek ásványosztályba tartozó,  a szabályos rendszerben kristályosodó szulfidok, szelenidek, telluridok ásványait tartalmazza. Általános képletük:  AX, ahol A= Cd, Hg, Zn, Fe; míg az X=  S, Se, Te.

## A szfaleritcsoport tagjai
- Coloradoit.  HgTe.
  - Sűrűsége:  8,07 g/cm³.
  - Keménysége: 2,5   (a Mohs-féle keménységi skála szerint).
  - Színe:  szürkésfekete, fekete.
  - Fénye: fémfényű.
  - Pora:   fekete.
  - Átlátszósága: opak.
  - Kémiai összetétele:
  - Higany (Hg) = 61,1%
  - Kén (S) = 38,9%

- Hawleyit.  CdS.
  - Sűrűsége:  4,87 g/cm³.

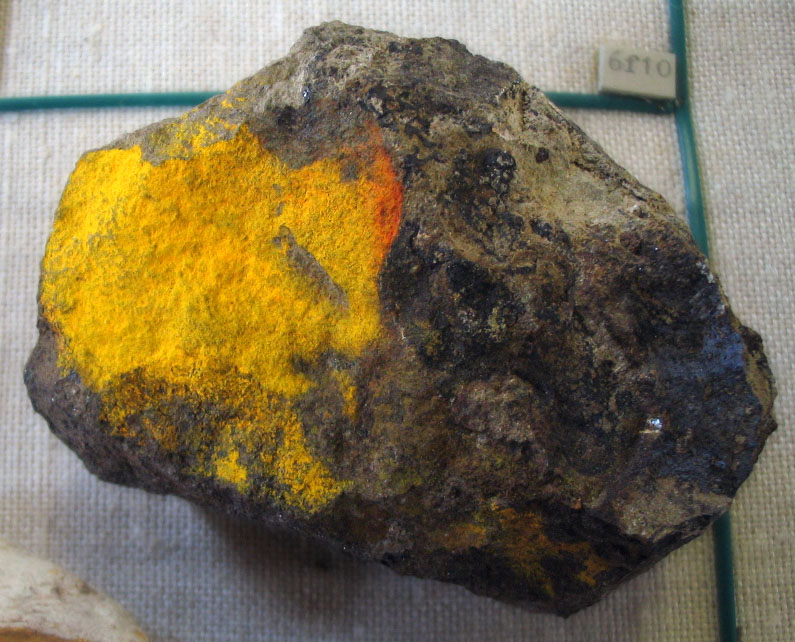
Hawleyit

  - Keménysége: 2,5-3,0   (a Mohs-féle keménységi skála szerint).
  - Színe:  világossárga.
  - Fénye: fémfényű.
  - Pora:   világossárga.
  - Átlátszósága: opak.
  - Kémiai összetétele:
  - Kadmium (Cd) = 77,8%
  - Kén (S) = 22,2%

- Metacinnabarit.  HgS.
  - Sűrűsége:  7,75 g/cm³.
  - Keménysége: 3,0   (a Mohs-féle keménységi skála szerint).
  - Színe:  szürkésfekete, fekete.
  - Fénye: fémfényű.
  - Pora:   fekete.
  - Átlátszósága: opak.
  - Kémiai összetétele:
  - Higany (Hg) = 86,2%
  - Kén (S) = 13,8%

- Polhemusit.  (Zn,Hg)S.
  - Sűrűsége:  4,93 g/cm³.
  - Keménysége: 4,5   (a Mohs-féle keménységi skála szerint).
  - Színe:  fekete.
  - Fénye: fémfényű.
  - Pora:   fekete.
  - Átlátszósága: opak.
  - Kémiai összetétele:
  - Higany (Hg) = 38,2%
  - Cink (Zn) = 37,4%
  - Kén (S) = 24,4%

- Stilleit.  ZnSe.
  - Sűrűsége:  5,42 g/cm³.
  - Keménysége: 5,0   (a Mohs-féle keménységi skála szerint).
  - Színe:  szürke.
  - Fénye: fémfényű.
  - Pora:   szürke.
  - Átlátszósága: áttetsző, opak.
  - Kémiai összetétele:
  - Cink (Zn) = 45,3%
  - Szelén (Se) = 54,7%

- Szfalerit. (Zn,Fe)S.

- Tiemannit.  HgSe.
  - Sűrűsége:  8,33 g/cm³.
  - Keménysége: 2,5   (a Mohs-féle keménységi skála szerint).
  - Színe:  szürke, vörösesbarna, fekete.
  - Fénye: fémfényű.
  - Pora:   szürkésfekete.
  - Átlátszósága: opak.
  - Kémiai összetétele:
  - Higany (Hg) = 71,7%
  - Szelén (Se) = 28,3%